# František Jindřich Šlik
František Josef Jindřich II. hrabě Šlik z Holíče a Pasounu, německy Franz Joseph Heinrich Graf Schlik zu Bassano und Weißkirchen (23. května 1789 Praha – 17. března 1862 Vídeň) byl český šlechtic z rodu Šliků a rakouský generál. V armádě sloužil od roku 1809 a vyznamenal se již jako nižší důstojník v závěru napoleonských válek, kdy přišel o oko. Později působil jako štábní důstojník u různých posádek v Čechách a na Moravě. Znovu vynikl během revoluce 1848–1849, kdy se uplatnil jako vojevůdce proti maďarským povstalcům a v roce 1849 dosáhl hodnosti generála jezdectva. V závěru své kariéry byl zemským velitelem na Moravě (1849–1854) a v Haliči (1854–1859). Po prohrané válce v Itálii odešel v roce 1859 na vlastní žádost do penze. Byl majitelem několika panství v Čechách (Kopidlno, Staré Hrady) a v roce 1861 byl jmenován členem Panské sněmovny.

## Původ
František Josef Jindřich hrabě Šlik z Holíče a Pasounu pocházel ze starobylého česko-německého rodu Šliků (Schliků). Jeho otec Josef Jindřich Šlik (1751–1806) působil nejprve jako diplomat, byl císařským vyslancem v Dánsku a německých zemích, nakonec zastával funkci nejvyššího zemského komorníka v Českém království (1803–1806). Po matce Marii Filipíně, rozené Nosticové (1762–1843), byl vnukem nejvyššího purkrabího Františka Antonína Nostice.

## Vojenská dráha

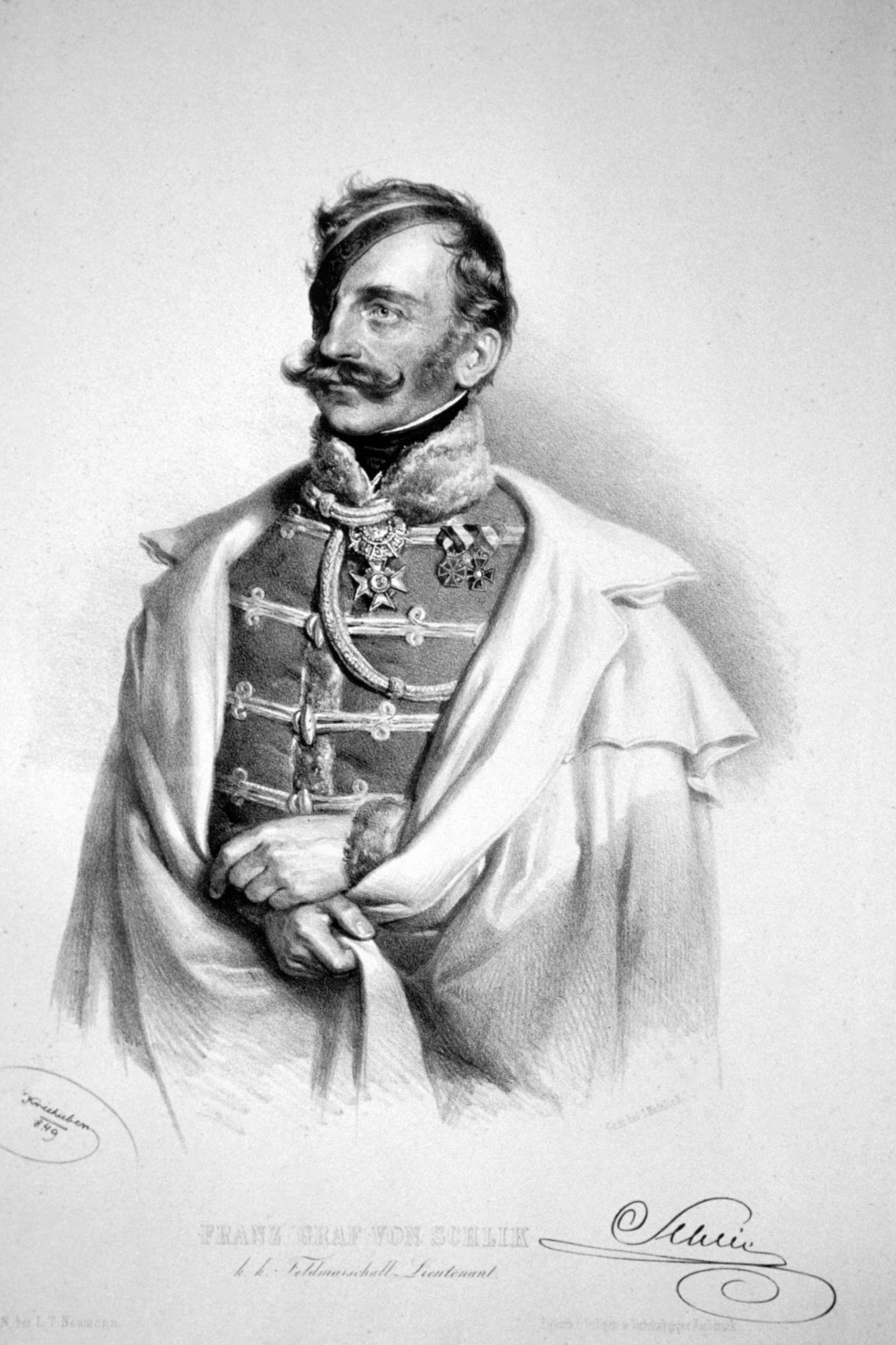
František Jindřich hrabě Šlik, litografie od Josefa Kriehubera, 1849

František Jindřich trávil dětství v Praze a na rodovém sídle v Kopidlně. Na přání rodičů začal studovat práva na Karlově univerzitě, ale po smrti otce ze studií odešel a roku 1809 vstoupil do armády. Jeho vojenská kariéra však započala již v roce 1808, kdy dvěma patenty císaře Františka I. vznikla rakouská c. k. zeměbrana. František Jindřich zřídil tři kumpanie zeměbranců ze svých panství, která sám vycvičil a velel jim v hodnosti nadporučíka.
Rakousko s Anglií, Sicílií a Sardinií vytvořily takzvanou „Pátou koalici“ proti Napoleonovi a 9. dubna 1809 Rakouské císařství vyhlásilo válku Francii, druhý den rakouská vojska vstoupila do Bavorska. Hrabě František Jindřich se s vypuknutím války vzdal velení svého zeměbraneckého oddílu a vstoupil do pluku kyrysníků knížete Alberta Saského jako poručík. V bitvě u Aspern (21.– 22. května 1809), která skončila první porážkou Napoleona, se František Jindřich vyznamenal a byl povýšen na nadporučíka pluku Schwarzenberských hulánů a o několik dní později se stal pobočníkem inspektora jezdectva, generálmajora Ferdinanda Bubny. Po několika dílčích úspěších rakouských oddílů v bitvě u Wagramu, francouzská vojska vytlačila Rakušany až ke Znojmu, kde se 11. července 1809 obě armády znovu střetly. Těchto bojů, včetně nejtěžších u Suchohrdel, se Šlik nezúčastnil, nicméně o den později, 12. července 1809, se již účastnil mírových jednání. Byl zprostředkovatelem mezi rakouským hlavním štábem a Napoleonem ve Vídni, s nímž se zde osobně několikrát setkal. Podepsáním míru v Schönbrunnu 14. října 1809 se Rakouské císařství zavázalo ke spojenectví s Francií. František Jindřich Šlik byl povýšen do hodnosti rytmistra husarského pluku polního maršála Josefa Radeckého, nicméně s vysláním rakouského sboru knížete Schwarzenberga po boku Francouzů proti Rusku nesouhlasil a roku 1810  dočasně z armády vystoupil.
Do armády se vrátil teprve po porážce Napoleona v Rusku, kdy nastoupil k pluku švališerů Jana Josefa z Klenové. Poté, co se 12. srpna 1813 k „Šesté protinapoleonské koalici“ přidalo i Rakousko, byl hrabě Šlik znovu přidělen ke štábní službě jako ordonanční důstojník císaře Františka I. Poblíž Lipska utrpěl od opilého ruského důstojníka vážné zranění hlavy, po kterém ztratil pravé oko. Ze svého zranění se zotavoval ve Výmaru a později ve Vídni. Do aktivní služby se vrátil v roce 1814 již s černou páskou zakrývající chybějící pravé oko. Na jaře 1814 osobně doručil dopis císařovny Františkovi I. do Paříže a byl povýšen na majora. Po napoleonských válkách sloužil u 3. husarského pluku, v roce 1820 byl přeložen k 6. husarskému pluku a v roce 1823 byl povýšen na podplukovníka. U 6. husarského pluku dislokovaného tehdy v Pardubicích a později ve Slavkově strávil i další roky své služby, od roku 1830 v hodnosti plukovníka jako jeho velitel. V roce 1835 dosáhl hodnosti generálmajora, jako velitel brigády sloužil v Těšíně a od roku 1837 v Praze. V roce 1844 byl povýšen na polního podmaršála a převzal velení divize v Brně.
Po vypuknutí vídeňské březnové revoluce roku 1848 byl jmenován vojenským guvernérem 3. armádního sboru v Krakově, na konci listopadu pak velitelem oddílu o síle 8000 mužů, který měl operovat u Dukly v Haliči při zmaření akce revolucionářů v Horních Uhrách (Slovensko). Se svými jednotkami vybojoval v zimním tažení několik vítězství nad početnějšími uherskými revolučními oddíly a poté u Košic zavelel ke strategickému ústupu. Dne 5. září 1849 byl povýšen do hodnosti generála jezdectva. Po potlačení revoluce se vrátil do Brna, kde byl jmenován velitelem 2. armádního sboru, respektive zemským velitelem pro Moravu a Slezsko (1849–1854). Nakonec byl v letech 1854–1859 zemským velitelem pro Halič a Bukovinu se sídlem ve Lvově. Za války se Sardinií byl 24. června 1859 byl jmenován velitelem 2. armády, kterou vedl v bitvě u Solferina. Po podepsání míru ve Villafrance odešel k datu 8. listopadu 1859 do výslužby.
Hrabě František Josef Jindřich Šlik z Holíče a Pasounu zemřel 17. března 1862 ve Vídni. Pohřeb se konal o dva dny později ve vídeňském augustiniánském kostele. Později byly jeho ostatky uloženy v nově postavené rodové hrobce ve Veliši. 

## Tituly a ocenění
Jako příslušník starého šlechtického rodu byl již v roce 1810 jmenován c. k. komořím. Během napoleonských válek získal vyznamenání od ruského cara Alexandra I. Několik ocenění získal za svou účast na potlačení maďarské revoluce, v roce 1849 byl dekorován dvěma stupni prestižního Řádu Marie Terezie a vzhledem k součinnosti rakouské a ruské armády dostal také další vysoká vyznamenání. V roce 1849 obdržel zároveň titul c. k. tajného rady s nárokem na oslovení Excelence. V letech 1847–1849 byl čestným majitelem 13. dragounského pluku v Klatovech a od roku 1849 majitelem 4. husarského pluku v Sibiu. Získal čestné občanství v Aradu a Prešově a od roku 1858 byl také čestným členem Vlastenecko-hospodářské společnosti v Čechách. Jako majitel fideikomisu získal v roce 1861 dědičné členství v rakouské Panské sněmovně.

### Rakousko
- rytířský kříž Řádu Marie Terezie (1849)
- komandérský kříž Řádu Marie Terezie (1849)
- Řád železné koruny I. třídy s válečnou dekorací (1849)
- Vojenský záslužný kříž (1850)

### Zahraničí
- rytířský kříž Řádu svatého Alexandra Něvského (Rusko)
- Řád svaté Anny I. třídy (Rusko)
- Řád svatého Vladimíra III. třídy (Rusko)
- Řád bílého orla (Rusko)
- Řád sv. Stanislava (Rusko)
- velkokříž Řádu Guelfů (Hannoversko)
- komandérský kříž Řádu württemberské koruny (Württembersko)

## Majetkové a rodinné poměry

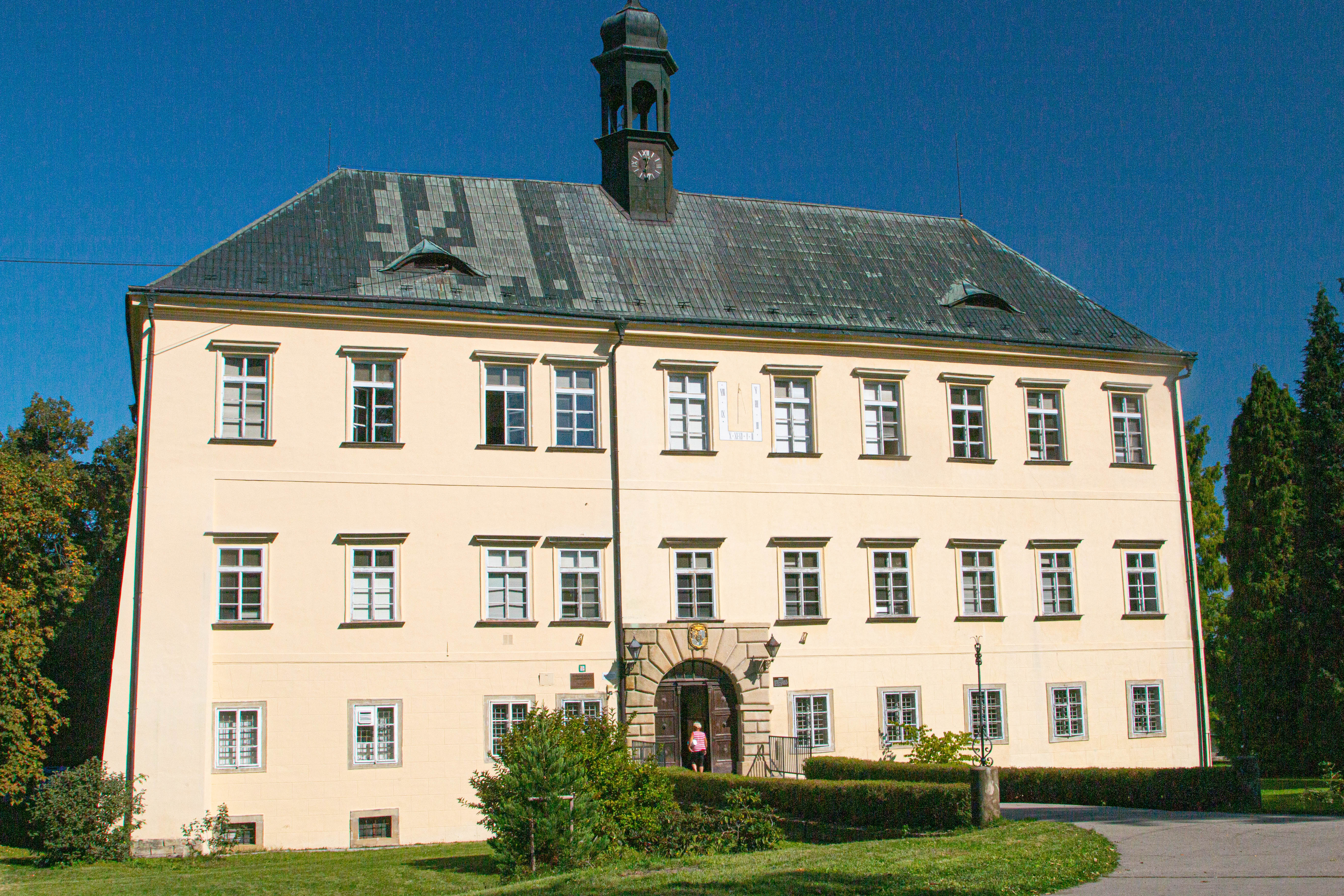
Zámek Kopidlno, hlavní sídlo rodu Šliků

Po otci se stal v roce 1806 dědicem rodového majetku v Čechách, v té době byl ještě nezletilý a správu statků zajišťovala matka Marie Filipína, rozená Nosticová, která do chodu panství zasahovala i v dalších letech, kdy František vzhledem ke své službě v armádě pobýval často mimo Čechy. K rodovému majetku patřila fideikomisní panství Kopidlno-Staré Hrady a alodiální panství Veliš-Vokšice. K oběma celkům patřilo přes 20 000 hektarů půdy. František Jindřich Šlik se i přes celoživotní službu u vojska správě majetku věnoval, zaměřoval se především na hospodářský výnos, nechal opravovat hospodářské dvory, stavěl nové sýpky a také průmyslové podniky, například cihelny. Založil také několik škol, financoval opravu kostelů a podporoval chudinu. Za tyto aktivity mu bylo vysloveno uznání královéhradeckým biskupstvím, v jehož diecézi se šlikovské statky nacházely. 
Byl dvakrát ženatý. První sňatek uzavřel v roce 1817 v Praze s hraběnkou Marií Sophií z Eltzu (1796–1821), dcerou diplomata Emericha Eltze (1765–1844). Marie Sophie zemřela v pětadvaceti letech po porodu čtvrtého potomka. František Jindřich poté udržoval několik nemanželských poměrů a měl minimálně dvě nelegitimní dcery. Až ve vyšším věku se podruhé oženil s Vilemínou Breuerovou (†1862). Z prvního manželství pocházel jediný syn Jindřich (1820–1859), který však zemřel ještě před otcem. Dědictví rozdělené na dvě části v roce 1862 převzali nezletilí vnukové Ervín (1852–1906) a František (1854–1925).
Jeho švagry byli princ Karel Anselm Thun-Taxis (1792–1844) a hrabě Jindřich Chotek (1802–1864). 